# Onderscheidingsvlag Gouverneur Curaçao
De onderscheidingsvlag van de gouverneur van Curaçao is op 20 september 2010 bij koninklijk besluit nummer 10.002580 vastgesteld als onderscheidingsvlag van de gouverneur van Curaçao. Sinds Curaçao op 10 oktober 2010 een autonoom land binnen het Koninkrijk der Nederlanden werd, is het de vlag van de gouverneur van dit land.  Voordien werd Curaçao vertegenwoordigd door de gouverneur van de Nederlandse Antillen.

## Beschrijving
De vlag wordt als volgt beschreven:
De onderscheidingsvlag van de gouverneur van Curaçao is een rechthoekige vlag, waarvan de lengte zich verhoudt tot de hoogte als 3:2, met aan de boven- en onderzijde aansluitend een rode, een witte en een blauwe baan in de kleuren van de Nederlandse vlag, elk met een breedte gelijk aan één twaalfde (1/12) van die van de vlag. De bovenste en onderste drie banen zijn van elkaar gescheiden door een witte baan, waarop in het midden een cirkelvormig vlak met een doorsnede van vijf twaalfde (5/12) van de hoogte van de vlag is aangebracht. Op dit cirkelvormig vlak zijn een blauwe, een gele en een blauwe baan aangebracht met breedten die zich op de verticale middellijn tot elkaar verhouden als 5:1:2. De bovenste blauwe baan is beladen met twee schuingeplaatste vijfpuntige witte sterren, waarvan de afmetingen zich tot elkaar verhouden als 2:3. De kleuren in het cirkelvormige vlak zijn uitgevoerd in de kleuren van de vlag van Curaçao.